# Col Gentile
Il Col Gentile (Colzentîl in lingua friulana) è una montagna delle Alpi Tolmezzine Occidentali, appartenente al gruppo montuoso delle Alpi Carniche. Ad est passa la Val Degano, a nord la Val Pesarina, a ovest i Monti di Sauris, a sud l'Alta Val Tagliamento nei pressi di Socchieve. Alta 2.075 m, dalla sua vetta si gode di uno splendido panorama che spazia dalle Alpi Carniche alle Dolomiti.

## Ascensioni
- Da Feltrone (Km 3 della rotabile da Mediis-Socchieve), ore 4.30. Seguendo il Sentiero CAI n.235, passando la forca di Pani ed il ricovero Casera Chiarzò.
- Da Pieria (Prato Carnico), ore 5. Seguendo il Sentiero CAI n.235, passando per il Rif. Pilagn (m 1551), Casera Forchia (m 1760).
- Da Mione (Km 2.5 della rotabile da Ovaro), ore 4. Seguendo il Sentiero CAI n.220 fino a Casera Forchia (m 1760) svoltando poi a sinistra sul Sentiero CAI n.235.
- Da Lateis (Sauris), ore 4. Seguendo il Sentiero CAI n.220 fino a Casera Forchia (m 1760) svoltando poi a destra sul Sentiero CAI n.235.

Note: in assenza di neve è possibile raggiungere Casera Forchia (m 1760) in auto, seguendo la ripida carrareccia in parte sterrata che si stacca dalla rotabile principale che sale da Lateis denominata "strada delle malghe", oppure l'ancor più ripida ma completamente asfaltata "Stentaria", che dall'abitato di Mione sale ricalcando il tracciato di un antico tratturo adibito alla monticazione.